# Фунтаніляс
Фунтані́ляс (кат. Fontanilles, вимова літературною каталанською [funta'niʎəs]) - муніципалітет, розташований в Автономній області Каталонія, в Іспанії. Код муніципалітету за номенклатурою Інституту статистики Каталонії - 170708. Знаходиться у районі (кумарці) Баш-Ампурда (коди району - 10 та BM) провінції Жирона, згідно з новою адміністративною реформою перебуватиме у складі Баґарії (округи) Жирона. 

## Населення
Населення міста (у 2007 р.) становить 163 особи (з них менше 14 років - 11,7%, від 15 до 64 - 65,6%, понад 65 років - 22,7%). У 2006 р. народжуваність склала 1 особа, смертність - 2 особи, зареєстровано 0 шлюбів. У 2001 р. активне населення становило 73 особи, з них безробітних - 1 особа.

Серед осіб, які проживали на території міста у 2001 р., 123 народилися в Каталонії (з них 99 осіб у тому самому районі, або кумарці), 7 осіб приїхало з інших областей Іспанії, а 8 осіб приїхало з-за кордону. 

Вищу освіту має 9,2% усього населення. 

У 2001 р. нараховувалося 46 домогосподарств (з них 30,4% складалися з однієї особи, 17,4% з двох осіб,19,6% з 3 осіб, 13% з 4 осіб, 8,7% з 5 осіб, 6,5% з 6 осіб, 0% з 7 осіб, 0% з 8 осіб і 4,3% з 9 і більше осіб).

Активне населення міста у 2001 р. працювало у таких сферах діяльності : у сільському господарстві - 38,9%, у промисловості - 12,5%, на будівництві - 11,1% і у сфері обслуговування - 37,5%. 

 У муніципалітеті або у власному районі (кумарці) працює 47 осіб, поза районом - 37 осіб.

### Безробіття
У 2007 р. нараховувалося 2 безробітних (у 2006 р. - 3 безробітних), з них чоловіки становили 50%, а жінки - 50%.

## Економіка

### Підприємства міста

#### Промислові підприємства
| \| Промислові підприємства міста, за сферою діяльності \| Промислові підприємства міста, за сферою діяльності \| Промислові підприємства міста, за сферою діяльності \| \| Рік \| 2002 р. \| 2001 р. \| \| --------------------------------------------------- \| --------------------------------------------------- \| --------------------------------------------------- \| \| Енергетичні та водні ресурси \| 0% \| 0% \| \| Хімія та метали \| 0% \| 0% \| \| Переробка металів \| 0% \| 0% \| \| Продукти харчування \| 100% \| 100% \| \| Текстиль \| 0% \| 0% \| \| Виробництво меблів, видання \| 0% \| 0% \| \| Інше \| 0% \| 0% \| \| Усього підприємств \| 1 \| 1 \| |         |         |
| Промислові підприємства міста, за сферою діяльності |         |         |
| Рік | 2002 р. | 2001 р. |
| Енергетичні та водні ресурси | 0%      | 0%      |
| Хімія та метали | 0%      | 0%      |
| Переробка металів | 0%      | 0%      |
| Продукти харчування | 100%    | 100%    |
| Текстиль | 0%      | 0%      |
| Виробництво меблів, видання | 0%      | 0%      |
| Інше | 0%      | 0%      |
| Усього підприємств | 1       | 1       |

#### Роздрібна торгівля
| \| Підприємства роздрібної торгівлі міста, за сферою діяльності \| Підприємства роздрібної торгівлі міста, за сферою діяльності \| Підприємства роздрібної торгівлі міста, за сферою діяльності \| \| Рік \| 2002 р. \| 2001 р. \| \| ------------------------------------------------------------ \| ------------------------------------------------------------ \| ------------------------------------------------------------ \| \| Продукти харчування \| 33,3% \| 0% \| \| Одяг та взуття \| 0% \| 0% \| \| Товари для дому \| 0% \| 0% \| \| Книги та періодичні видання \| 0% \| 0% \| \| Промислова хімічна продукція \| 33,3% \| 100% \| \| Продукція, пов'язана з транспортними засобами \| 0% \| 0% \| \| Інше \| 33,3% \| 0% \| \| Усього підприємств \| 3 \| 1 \| |         |         |
| Підприємства роздрібної торгівлі міста, за сферою діяльності |         |         |
| Рік | 2002 р. | 2001 р. |
| Продукти харчування | 33,3%   | 0%      |
| Одяг та взуття | 0%      | 0%      |
| Товари для дому | 0%      | 0%      |
| Книги та періодичні видання | 0%      | 0%      |
| Промислова хімічна продукція | 33,3%   | 100%    |
| Продукція, пов'язана з транспортними засобами | 0%      | 0%      |
| Інше | 33,3%   | 0%      |
| Усього підприємств | 3       | 1       |

#### Сфера послуг
| \| Підприємства міста, що працюють у сфері послуг, за діяльністю \| Підприємства міста, що працюють у сфері послуг, за діяльністю \| Підприємства міста, що працюють у сфері послуг, за діяльністю \| \| Рік \| 2002 р. \| 2001 р. \| \| ------------------------------------------------------------- \| ------------------------------------------------------------- \| ------------------------------------------------------------- \| \| Гуртова торгівля \| 14,3% \| 14,3% \| \| Готелі та готельний бізнес \| 57,1% \| 57,1% \| \| Транспорт та зв'язок \| 0% \| 0% \| \| Посередницькі фінансові послуги \| 0% \| 0% \| \| Послуги підприємствам \| 14,3% \| 14,3% \| \| Послуги фізичним особам \| 14,3% \| 14,3% \| \| Нерухомість та ін. \| 0% \| 0% \| \| Усього підприємств \| 7 \| 7 \| |         |         |
| Підприємства міста, що працюють у сфері послуг, за діяльністю |         |         |
| Рік | 2002 р. | 2001 р. |
| Гуртова торгівля | 14,3%   | 14,3%   |
| Готелі та готельний бізнес | 57,1%   | 57,1%   |
| Транспорт та зв'язок | 0%      | 0%      |
| Посередницькі фінансові послуги | 0%      | 0%      |
| Послуги підприємствам | 14,3%   | 14,3%   |
| Послуги фізичним особам | 14,3%   | 14,3%   |
| Нерухомість та ін. | 0%      | 0%      |
| Усього підприємств | 7       | 7       |

## Житловий фонд
У 2001 р. 6,5% усіх родин (домогосподарств) мали житло метражем до 59 м2, 15,2% - від 60 до 89 м2, 30,4% - від 90 до 119 м2 і
47,8% - понад 120 м2.

З усіх будівель у 2001 р. 19,8% було одноповерховими, 66,3% - двоповерховими, 14
% - триповерховими, 0% - чотириповерховими, 0% - п'ятиповерховими, 0% - шестиповерховими,
0% - семиповерховими, 0% - з вісьмома та більше поверхами.

## Автопарк
| \| Автомобілі, зареєстровані у місті, за призначенням \| Автомобілі, зареєстровані у місті, за призначенням \| Автомобілі, зареєстровані у місті, за призначенням \| \| Рік \| 2006 р. \| 2005 р. \| \| -------------------------------------------------- \| -------------------------------------------------- \| -------------------------------------------------- \| \| Приватні автомобілі \| 59,9% \| 62,1% \| \| Мотоцикли \| 9,9% \| 8,5% \| \| Вантажівки \| 28,6% \| 27,7% \| \| Трактори \| 0% \| 0% \| \| Автобуси та ін. \| 1,6% \| 1,7% \| \| Усього автомобілів \| 182 шт. \| 177 шт. \| |         |         |
| Автомобілі, зареєстровані у місті, за призначенням |         |         |
| Рік | 2006 р. | 2005 р. |
| Приватні автомобілі | 59,9%   | 62,1%   |
| Мотоцикли | 9,9%    | 8,5%    |
| Вантажівки | 28,6%   | 27,7%   |
| Трактори | 0%      | 0%      |
| Автобуси та ін. | 1,6%    | 1,7%    |
| Усього автомобілів | 182 шт. | 177 шт. |

## Вживання каталанської мови
У 2001 р. каталанську мову у місті розуміли 97,1% усього населення (у 1996 р. - 100%), вміли говорити нею 93,4% (у 1996 р. - 
98,3%), вміли читати 88,2% (у 1996 р. - 98,3%), вміли писати 47,8
% (у 1996 р. - 53%). Не розуміли каталанської мови 2,9%.

## Політичні уподобання
У виборах до Парламенту Каталонії у 2006 р. взяло участь 77 осіб (у 2003 р. - 106 осіб). Голоси за політичні сили розподілилися таким чином:
| \| Вибори до Парламенту Каталонії \| Вибори до Парламенту Каталонії \| Вибори до Парламенту Каталонії \| \| Рік \| 2006 р. \| 2003 р. \| \| -------------------------------------- \| ------------------------------ \| ------------------------------ \| \| Конвергенція та Єднання (CiU) \| 66,2% \| 62,3% \| \| Соціалістична партія Каталонії (PSC) \| 7,8% \| 8,5% \| \| Народна партія (PP) \| 3,9% \| 1,9% \| \| Ініціатива за Каталонію — Зелені (ICV) \| 2,6% \| 5,7% \| \| Республіканська лівиця Каталонії (ERC) \| 7,8% \| 17,9% \| \| Громадяни — Громадянська партія (C's) \| 3,9% \| 0% \| \| Інші \| 7,8% \| 3,8% \| |         |         |
| Вибори до Парламенту Каталонії |         |         |
| Рік | 2006 р. | 2003 р. |
| Конвергенція та Єднання (CiU) | 66,2%   | 62,3%   |
| Соціалістична партія Каталонії (PSC) | 7,8%    | 8,5%    |
| Народна партія (PP) | 3,9%    | 1,9%    |
| Ініціатива за Каталонію — Зелені (ICV) | 2,6%    | 5,7%    |
| Республіканська лівиця Каталонії (ERC) | 7,8%    | 17,9%   |
| Громадяни — Громадянська партія (C's) | 3,9%    | 0%      |
| Інші | 7,8%    | 3,8%    |